# عدد اردوش
عدد اردوش (مجاری: Erdős-szám؛ تلفظ مجاری: [ˈɛrdø:ʃ]) «فاصله همکاری» بین یک شخص و ریاضیدان مجارستانی پال اردوش است که با نگارش مقالات ریاضی مشترک اندازه‌گیری می‌شود.
- عدد اردوش خود اردوش صفر است.

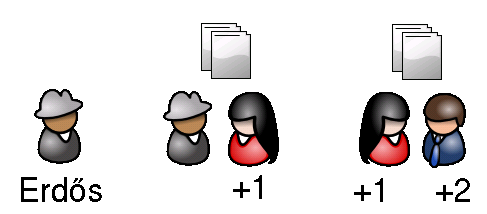
اگر آلیس با پاول اردوش در یک مقاله و با باب هم در مقاله دیگر همکاری داشته باشد (به طوری که باب هیچ‌وقت به تنهایی با اردوش همکاری نداشته باشد)، به آلیس عدد اردوش یک و به باب عدد اردوش 2 تعلق می‌گیرد زیرا باب با اردوش دو پله فاصله داشته است.

- عدد اردوش هر کس که با او مقاله مشترک داشته باشد ۱ است.
- عدد اردوش کسی که با کسی که عدد اردوش او ۱ است مقاله مشترک دارد، ۲ است.
- عدد اردوش کسی که با کسی که عدد اردوش او ۲ است مقاله مشترک دارد، ۳ است.[۱]